# Prvenstvo ZNP 1938-1939
Il Prvenstvo Zagrebačkog nogometnog podsaveza 1938./39. (it. "Campionato della sottofederazione calcistica di Zagabria 1938-39") fu la ventesima edizione del campionato organizzato dalla Zagrebački nogometni podsavez (ZNP), la ventiseiesima in totale, contando anche le 4 edizioni del Prvenstvo grada Zagreba (1918-1919) e le 2 del campionato del Regno di Croazia e Slavonia (1912-1914, composto esclusivamente da squadre di Zagabria).
Questa fu la quinta edizione del Prvenstvo ZNP ad essere di seconda divisione, infatti le migliori squadre zagabresi militavano nel Državno prvenstvo 1938-1939, mentre i vincitori sottofederali avrebbero disputato gli spareggi per la promozione al campionato nazionale successivo.
Il torneo, chiamato Podsavezni razred ("Classe sottofederale"), fu vinto dal Concordia Zagabria, al suo secondo titolo nella ZNP.
Il campionato era diviso era diviso fra le squadre di Zagabria città (divise in 4 divisioni chiamate razred) e quelle della provincia (divise in varie parrocchie, župe).

## Avvenimenti
Poco prima dell'inizio della seconda guerra mondiale (cui la Jugoslavia ancora non partecipa), le squadre slovene e croate lasciano la federcalcio jugoslava per confluire nella federcalcio croata per protesta contro la presunta supremazia accentratrice dei Serbi.
Il 13 maggio 1939 venne costituita la Hrvatska športska sloga ("Unità sportiva croata"), un organismo sportivo per rendere lo sport croato indipendente e separarlo dalla federazione jugoslava.

Nella sessione del 15 giugno, venne decisa la formazione di una lega di nove club croati: Građanski, HAŠK, Concordia, Hajduk, Radnički Sport Klub Split, Slavija Osijek, SAŠK, Bačka Subotica, più la vincente di uno spareggio (programmato per il 13 agosto) fra Slavija Varaždin (ultimo nel Državno prvenstvo 1938-1939) e Bjelovar (vincitore del campionato provinciale della sottofederazione di Zagabria).

Venne anche invitata una squadra slovena, lo SK Lubiana, così da creare un campionato misto croato-sloveno.

## Struttura
```
I termini "in casa" e "in trasferta" non hanno senso perché pochi club avevano un proprio stadio, solo cinque impianti di Zagabria rispettano il regolamento per le partite: 
Koturaška cesta
 del 
Građanski
, 
Maksimir
 del 
HAŠK
, 
Tratinska cesta
 del 
Concordia
, Miramarska cesta del 
Viktorija
 e dello 
Željezničar
 e quello dello 
Šparta
.
[
4
]
```

| 1º livello | Državno prvenstvo | 10 squadre |
| 2º livello | Podsavezni razred | 8 squadre  |
| 3º livello | 1/A razred        | 10 squadre |
| 4º livello | 1/B razred        | 10 squadre |
| 5º livello | 2. razred         | 10 squadre |

## Classifica
|                   | Pos. | Squadra              | Pt | G  | V | N | P  | GF | GS | QR    |
| ----------------- | ---- | -------------------- | -- | -- | - | - | -- | -- | -- | ----- |
|                   | 1.   | Concordia Zagabria   | 20 | 14 | 9 | 2 | 3  | 37 | 9  | 4,111 |
|                   | 2.   | ZET Zagabria         | 19 | 14 | 8 | 3 | 3  | 20 | 20 | 1,000 |
|                   | 3.   | Ferraria Zagabria    | 17 | 14 | 7 | 3 | 4  | 26 | 23 | 1,130 |
|                   | 4.   | Ličanin Zagabria     | 16 | 14 | 6 | 4 | 4  | 35 | 17 | 2,058 |
|                   | 5.   | Željezničar Zagabria | 15 | 14 | 5 | 5 | 4  | 25 | 22 | 1,136 |
|                   | 6.   | Viktorija Zagabria   | 11 | 14 | 5 | 1 | 8  | 28 | 32 | 0,875 |
|                   | 7.   | Šparta Zagabria      | 11 | 14 | 5 | 1 | 8  | 23 | 39 | 0,589 |
|                   | 8.   | Makabi Zagabria      | 3  | 14 | 1 | 1 | 12 | 12 | 53 | 0,226 |
| Fonte: exyufudbal |      |                      |    |    |   |   |    |    |    |       |

Legenda:
      Campione della ZNP ed ammesso alla Hrvatsko-slovenska liga 1939-1940.
  Partecipa agli spareggi.
      Retrocessa nella divisione inferiore.
Note:
Due punti a vittoria, uno a pareggio, zero a sconfitta.

## Provincia
| FINALE PROVINCIALE                |           |
| Jela Sušak – BGŠK Bjelovar        | 4–1 e 1–8 |
| Fonte: Prvaci Podsaveza 1919-1941 |           |